# Mitrice Richardson
Mitrice Lavon Richardson (California, 30 de abril de 1985 - desaparecida el 17 de septiembre de 2009) fue una joven estadounidense que desapareció a los 24 años, después de que la policía afirmara que fue liberada de una cárcel en Calabasas (California), donde había ingresado tras ver los agentes que se comportaba de manera errática en un restaurante debido al trastorno bipolar que sufría. Estuvo desaparecida durante 11 meses antes de que los guardabosques del estado encontraran su cuerpo el 9 de agosto de 2010 en las inmediaciones de Monte Nido, en la sierra de Santa Mónica (California).
Los padres de Richardson sostuvieron que el Departamento del Sheriff del condado de Los Ángeles nunca debería haber dejado en libertad a su hija, dada su condición obviamente perturbada. En 2011, la familia Richardson resolvió la demanda civil con el condado de Los Ángeles en forma privada por 900 000 dólares. En enero de 2017, la oficina del fiscal general de California concluyó una investigación sobre las circunstancias que rodearon la liberación de Richardson de la cárcel y decidió no presentar cargos contra nadie involucrado en su liberación.

## Primeros años y educación
Mitrice Richardson era hija de Latice Sutton y Michael Richardson. Fue criada por su madre y su padrastro, Larry Sutton, en Covina (California).
Richardson obtuvo el bachiller universitario en letras y se licenció en Psicología en 2008 por la Universidad Estatal de California en Fullerton, después de graduarse de South Hills School, en West Covina (California).
Richardson era abiertamente lesbiana y, en el momento de su muerte, había estado saliendo con su novia Tessa Moon durante unos dos años. También había competido como concursante de concursos de belleza, trabajó como pasante para un psicólogo forense y a tiempo parcial como bailarina en un club de estriptis LGBT.

## Desaparición
En la noche del miércoles 16 de septiembre de 2009, Richardson entró en el estacionamiento del restaurante Geoffrey's en Malibú. Debido a lo que el personal y los clientes del restaurante describieron como comportamiento "extraño" y el hecho de que no pudo pagar su factura de 89 dólares, se llamó al Departamento del Sheriff del condado de Los Ángeles desde la estación de Malibú / Lost Hills para evaluar su estado. Los oficiales en la escena supuestamente le realizaron una prueba de alcoholemia, determinando que no se encontraba ebria ni bajo la influencia de ninguna sustancia. Fue arrestada bajo cargos de "sospecha de no pagar la comida" y posesión de menos de una onza de marihuana (25 gramos).
Según los oficiales que se personaron para atender el caso, tras su arresto, su teléfono, bolso y dinero fueron asegurados en su automóvil y este fue remolcado a un patio de remolque en la Pacific Coast Highway. Richardson fue detenida y registrada en la estación del alguacil de Malibú / Lost Hills aproximadamente a 16 km. en dirección norte de Malibu Creek.
Aunque la madre de Richardson informó a la policía de la preocupación por la salud mental de su hija, y a pesar de las promesas del personal de que no sería liberada hasta más tarde, ya por la mañana, Richardson fue liberada poco tiempo después, en la primera media hora (0:28 horas) del 17 de septiembre, sin pertenencias y sin posibilidad de pedir ayuda. Steve Whitmore, portavoz del Departamento del Sheriff del condado de Los Ángeles, dijo que Richardson fue liberada de la cárcel porque "no mostraba signos de enfermedad mental o intoxicación. Estaba bien. Es una adulta". La habían invitado a esperar en el vestíbulo, pero se negó.
Varias horas después, a las 6:30 horas, fue vista en el patio trasero del ex presentador de noticias de KTLA Bill Smith en Monte Nido. Cuando Smith abrió la ventana y le preguntó si estaba bien, Richardson le dijo a Smith que estaba "descansando". Afirmaron que se llamó a la policía.

## Búsqueda
El 9 de enero de 2010, cuatro meses después de su desaparición, el Departamento del Sheriff del Condado de Los Ángeles llevó a cabo una de las búsquedas a mayor escala en su historia. Más de 300 voluntarios capacitados en operaciones de búsqueda y rescate participaron en la búsqueda de 47 km² en el área de Malibu Creek. La búsqueda incluyó búsquedas aéreas y terrestres de arroyos, senderos y crestas. Richardson no fue encontrado durante esta búsqueda.
Maurice Dubois, padre de la adolescente Amber Dubois, asesinada en Escondido (California), ayudó a la familia de Richardson en una búsqueda de dos días, el 5 y 6 de junio de 2010, en el área de Monte Nido. Más de 100 voluntarios ciudadanos participaron en la búsqueda de la zona. Aunque los restos de Richardson no fueron descubiertos, los investigadores encontraron grafitis raciales y sexualmente ofensivos en las paredes de una alcantarilla en el cañón. El grafiti estaba recién pintado y en el lugar se dejaron latas de pintura, pinceles y otras posibles pruebas.
El lecho del arroyo en Malibu Canyon donde finalmente se descubrieron los restos momificados desnudos de Richardson está adyacente a un rancho de 8,5 hectáreas, conocido por ser una zona de rodaje de películas pornográficas. Estaba muy aislado, con un acceso directo al lecho del arroyo. Cuando se descubrió su cuerpo, los detectives del caso se llevaron su cuerpo en contra de la orden del forense. Aunque, según los informes, los residentes escucharon gritos en esa zona varias noches después de la desaparición de Richardson, se consideró que su muerte no era un homicidio.

## Cobertura mediática
Mitrice apareció en la portada de la revista People en noviembre de 2009.
La desaparición de Richardson fue cubierta en un episodio de Disappeared, en el canal Investigation Discovery, titulado "Perdidos en la oscuridad"; fue emitido el 19 de noviembre de 2012 como el primer programa de su sexta temporada.

## Demandas
La familia de Richardson presentó varias demandas contra el Departamento del Sheriff del condado de Los Ángeles por liberarla de la cárcel a pesar de que, según afirmaron, estaba experimentando un trastorno bipolar severo en ese momento. En 2011, sus padres, que habían demandado por separado, recibieron 450 000 dólares cada uno. La novia de Richardson, Tessa Moon, refuta las afirmaciones de que Richardson tenía alguna enfermedad mental.
La familia de Richardson también pidió a la oficina del fiscal general de California que revisara el manejo del caso por parte de la oficina del alguacil. En noviembre de 2015, después de revisar 500 páginas de documentos enviados con la solicitud, la oficina de la entonces fiscal general de California, Kamala Harris, respondió que no había encontrado ningún fundamento para cargos penales contra el alguacil o sus ayudantes. La Oficina del Fiscal General tampoco encontró evidencia de que la oficina del alguacil hubiera manejado mal la denuncia de la familia de Richardson en su contra. Sin embargo, en enero de 2016, la Oficina del Fiscal General de California dio marcha atrás y anunció que estaba comenzando una investigación criminal del caso.
El 30 de diciembre de 2016, la Oficina del Fiscal General de California concluyó que no había pruebas suficientes para respaldar el enjuiciamiento penal de cualquier persona involucrada en el manejo del caso.